# Zygolophodon
Zygolophodon és un gènere extint de mammútid que visqué a Àfrica, Àsia, Nord-amèrica i Europa durant el Miocè i Pliocè. Tenia les dents zigodontes. Potser evolucionà de Tetralophodon.